# Stenoma melanixa
Stenoma melanixa es una especie de polilla del género Stenoma, orden Lepidoptera.
Fue descrita científicamente por  Meyrick en 1912.

## Distribución
Esta especie habita en Colombia, Guatemala y Brasil.